# カルディア (トラキア)
座標: 北緯40度32分50秒 東経26度44分27秒 / 北緯40.54722度 東経26.74083度
カルディア（希: Kαρδία）は、古代においてトラキア・ケルソネソス（現ゲリボル半島）の主要な町であり、メラス（Melas）湾（現サロス（Saros）湾）の岬にあった町。
もとは、ミレトスやクラゾメナイの植民地であったが、小ミルティアデスの時代（紀元前6世紀後半）には、その僭主政治（紀元前515–493）が進むにつれ、アテネの入植者も受け入れた。しかし、これによってカルディアが必ずしも常にアテネびいきとなったわけではなく、紀元前357年にアテネがケルソネソスの支配権を握ったときには、トラキア公の統治下にあったカルディアは唯一中立を保った。しかし、転機となったのは紀元前357年で、この年、カルディアはマケドニア王ピリッポス2世と友好条約を締結した。重大な危機が一気に高まったのが343年で、この年、アテネの傭兵隊長ディオペイテス（Diopeithes）は、アッティカの移民をカルディアに引き連れてきた。そして、カルディアが彼らの受け入れに難色を示したため、ピリッポスはすぐにカルディアに救援を送った。ピリッポス王は調停による両都市間での話し合いを移民に提案したが、アテネはこれを拒否した。紀元前309年頃、カルディアはリュシマコスによって破壊された。後に再建されたが、再び繁栄することはなかった。リュシマキアがその近辺に建設され、カルディア住民を入植させられ、周辺の第一の都市となったためである。
カルディアは、アレクサンドロス大王麾下の将軍エウメネスと歴史家ヒエロニュモスの生まれた街である。